# Flying Aces
Flying Aces – stalowa kolejka górska firmy Intamin typu Wing Coaster otwarta w 24 lutego 2016 roku w parku Ferrari World Abu Dhabi w Zjednoczonych Emiratach Arabskich. Przy wysokości 63 m zalicza się do kategorii wysokości hyper coaster. Charakterystyczną cechą kolejki typu Wing Coaster jest brak podłogi i układ siedzeń, w którym dwa zewnętrzne fotele znajdują się na zewnątrz toru i nieco niżej od foteli centralnych, co ma potęgować wrażenie swobodnego lotu. Głównym elementem kolejki jest nieodwracająca pętla (non-inverting loop) o wysokości 52 m oraz dziesięć momentów z przeciążeniami ujemnymi (airtime).

## Opis przejazdu
Po rozsunięciu się bramy klimatyzowanej stacji pociąg rozpoczyna natychmiast szybki wjazd na główne wzniesienie pod kątem 45° z prędkością 10 m/s na wysokość 63 m. Pociąg zjeżdża z głównego wzniesienia, pokonuje łuk 90° w prawo i element non-inverting loop o wysokości 52 m z obrotem przez prawe skrzydło. Następnie wykonuje lekki łuk w lewo, wzniesienie ze skrętem o 90° w prawo, niskie wzniesienie z przeciążeniami ujemnymi (airtime), zawraca o 180° w prawo i pokonuje dwa wzniesienia z rzędu. Pociąg zawraca następnie o 180° w lewo, pokonuje łagodny slalom, skręt o 90° w lewo i wzniesienie z pochyleniem w lewo na szczycie. Pociąg zawraca, wykonuje slalom i jedyną inwersję kolejki – beczkę w lewo. Przejazd kończy się slalomem połączonym z niskim wzniesieniem w kształcie litery S, po czym pociąg zostaje wyhamowany i wraca na stację.

## Tematyzacja
Tematyzacja nawiązuje do postaci włoskiego lotnika Francesco Baracci. Żółty pociąg stylizowany jest na dwupłatowiec. Tor i podpory białe.